# Anton Borodaczow
Anton Wiktorowicz Borodaczow (ros. Антон Викторович Бородачёв, ur. 23 marca 2000 w Samarze) – rosyjski szermierz, florecista, srebrny medalista olimpijski.
Walczy lewą ręką. Podczas igrzysk olimpijskich w Tokio zawodnicy Rosyjskiego Komitetu Olimpijskiego w składzie: Kiriłł Borodaczow, Władisław Mylnikow, Anton Borodaczow i Timur Safin zajęli drugie miejsce. Na tej samej imprezie zajął również 27. pozycję w rywalizacji indywidualnej. W 2019 roku zdobył srebrny medal na mistrzostwach Europy juniorów w Foggii, wynik ten powtarzając rok później podczas mistrzostw Europy juniorów w Poreču.
Jego bratem bliźniakiem jest Kiriłł Borodaczow.